# 124
Het jaar 124 is het 24e jaar in de 2e eeuw volgens de christelijke jaartelling.

## Gebeurtenissen

### Griekenland
- Keizer Hadrianus geeft opdracht om de Tempel van de Olympische Zeus (Olympieion) te herbouwen. Het is de grootste tempel in Griekenland, die aan de zuidoostkant van Athene staat.
- Hadrianus wordt ingewijd in de rituelen van de Mysteriën van Eleusis. Tijdens het herfstfeest worden de Griekse godinnen Demeter en haar dochter Persephone geëerd.